# Huaxia Xi Lu
Huaxia Xi Lu (chiń. 华夏西路站站) – stacja metra w Szanghaju, na linii 6. Zlokalizowana jest pomiędzy stacjami Gaoqing Lu i Shangnan Lu. Została otwarta 29 grudnia 2007.